# 니시타카시마다이라역
니시타카시마다이라역(일본어: 西高島平駅, にしたかしまだいらえき)은 일본 도쿄도 이타바시구에 있는 철도역이다. 이 역은 미타 선의 종착역의 기능을 하고 있다.

## 역 구조
상대식 승강장 2면 2선의 고가역. 스크린도어가 설치되어 있다. 승강장과 개찰구 층 사이에는 계단과 에스컬레이터가 설치되었으며 최근에는 엘리베이터도 설치되었다. 이들의 역 구조는 전체적으로 인근의 신타카시마다이라 역과 흡사하다.

### 승강장
| 1・2 | 미타 선 | 스가모・오테마치・메구로・히요시 방면 |

## 역 주변
- 국도 제17호선
- 수도고속 5호 이케부쿠로 선
- 도쿄도 수도국 미소노 정수장
- 레인보우 모터스쿨 (자동차 교습소) - 역 서쪽
- 나리마스 후생 병원

### 버스 노선
국제 흥업 버스가 운행한다.
니시타카시마다이라역
- 다카 01: 다카시마다이라 조차장 행 / 나리마스 역 기타구치 행

사사메바시
- 마스 14 - 나리마스 역 기타구치 행 / 시모사사메 행

## 역사
- 1976년 5월 6일: 영업 개시.
- 2007년 4월 8일: 엘리베이터 완성.

## 사진

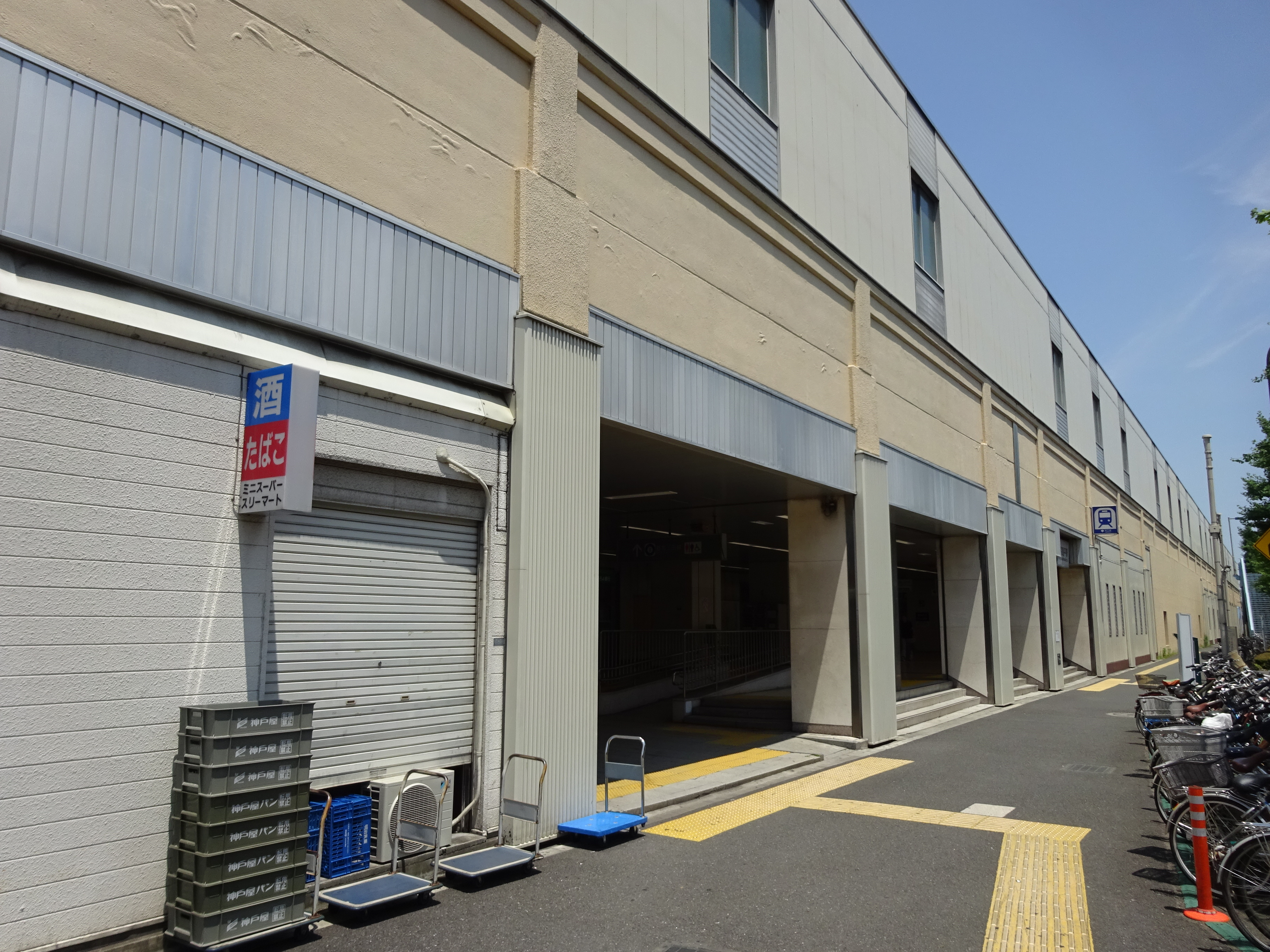
남쪽 출입구
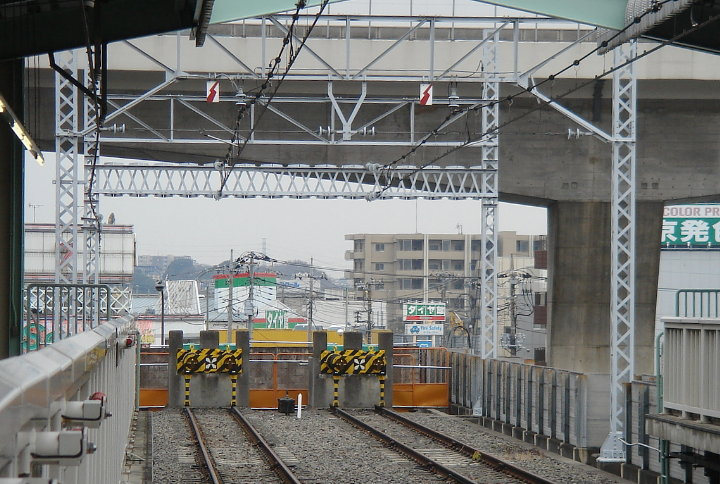
선로 말단부

## 인접역
| 도쿄 도 교통국 미타 선            | 도쿄 도 교통국 미타 선 | 도쿄 도 교통국 미타 선 |
| --------------------------------- | ---------------------- | ---------------------- |
| I 26 신타카시마다이라 메구로 방면 | 미타 선                | 시·종착역              |